# 坂栄養食品
坂栄養食品株式会社（さかえいようしょくひん）は、札幌市西区二十四軒にある菓子メーカーである。社団法人全国ビスケット協会加盟店。

## 概要
1911年（明治44年）4月4日に士別市で創業した澱粉工場が前身で、1949年より子供の栄養事情の改善を目的としてビスケット生産に参入し1950年に坂栄養食品を設立。1955年（昭和30年）頃に本社、工場を現在地に移転し今日に至っている。
工場には売店が設けられているほか、1980年代まではレストランも併設されていたが、その後古い生活雑貨などの保存・展示を行い1994年より「レトロスペース坂会館」として正式に私設博物館としての開放をおこなっている。館長の坂一敬は都築響一の著書『珍日本超老伝』にて紹介されたこともあり、北海道では著名な珍スポットとなっている。
主力商品はビスケットで、北海道では「坂ビスケット」の名で知られている。

## 代表的な商品
- カンパン
- しおA字フライ
  - 同社の看板商品であり、1955年発売開始のロングセラー[1]。揚げた塩味のビスケット。ビスケットがアルファベットの形になっている。
- ラインサンド
  - 1952年発売開始[1]。細長い楕円形の形のビスケットにクリームを挟んだもの。
- 手焼きクッキー（工場売店のみで発売）
- 非常食ビスケット（2018年現在、製造中止）
  - 3年程の賞味期限でアルミ包装タイプのビスケットがあった。長方形の脂っぽくないあっさりとしたクラッカー。白い金平糖が付いていて¥300。

## 事業所
本社・工場
- 札幌市西区二十四軒3条7丁目3-22

## 関連書籍
- 蒐める!レトロスペース坂会館（彩流社・2015年4月1日発売）ISBN 978-4779120879